# 五代十國男爵列表
下表列出五代十国可考的男爵。關於五代十国的其他各类爵位，見五代十国藩王列表、五代十国公爵列表、五代十国侯爵列表、五代十国伯爵列表、五代十国子爵列表。

## 后梁
- 兰陵县开国男萧顷[1]
- 汝南县男袁象先[2]
- 琅琊郡开国男王审邽[3]
- 大彭县男钱传璲
- 大彭县男钱传懿[4]
- 大彭县开国男钱传瓘[5]

## 后唐
- 太原县男郭崇韬[6]
- 会稽县男孔谦[7]
- 乐安县开国男孙汉韶[8]
- 赞皇县开国男李德休[4]
- 乐安县开国男任圜[9]
- 陇西县开国男李愚[9]
- 彭城县开国男刘昫[9]
- 天水县开国男赵凤[9]
- 始平郡开国男冯道[10]

## 后晋
- 太原县开国男王玫[11]

## 后周
- 晋阳县开国男景范[9]
- 太原县开国男王溥[9]
- 天水县男赵弘殷[12]

## 闽
- 琅琊郡开国男王继崇[3]

## 南唐
- 河内县开国男常梦锡[13]
- 太原县开国男王崇文[14]